# Willem Frederik Gerard Nicolaï
Willem Frederik Gerard Nicolaï (Leiden, Països Baixos, 1829 - La Haia, 1896) fou un compositor neerlandès.
Estudià en el Conservatori de Leipzig i després a Dresden. El 1852 va ser anomenat professor d'orgue, de piano i d'harmonia de l'Escola Reial de Música de la Haia, i des de 1865 director del mateix establiment com a successor de Johann Lübeck. A més, fou, director de la Societat de Concerts «Diligentia» i redactor de la revista Caecilia. Contribuí en un i altre càrrec a depurar el gust musical dels seus compatriotes.
Com a compositor és conegut per nombrosos lieder alemanys, diverses cantates, especialment les titulades El rossinyol suec (a la memòria de la cèlebre artista Jenny Lind) i Jahveh's Wraak (1892), l'oratori Bonifacius i la música del Lied von der Glocke, de Friedrich von Schiller, per a cor, sol i orquestra. Al barri de Duinoord a la Haia li van dedicar el carrer Nicolaistraat.